# 錢廣居
錢廣居（？—？），字大可，南直隸蘇州府太倉州人，清初政治人物。

## 生平
明朝崇禎十五年（1642年）壬午科順天鄉試舉人。明亡仕清，順治元年（1644年）授鹽山縣知縣，為官清廉不苟，弭盜有方。考最，行取工部主事，陞員外郎，出為浙江金華府知府，陞陝西按察司副使、兵備關南。卒年八十三。